# Befolkningsframskrivning
En befolkningsframskrivning eller befolkningsprognos är en förutsägelse om den framtida befolkningen. Befolkningsprognoser har ett flertal användningsområden. Bland annat för planering av t.ex. förskolor och skolor men också på längre sikt såsom prognoser av pensionssystemet eller framtida behov av vägar och annan infrastruktur.

## Framtagning av statistiken
Det finns flera metoder för att göra framskrivningar. Vilken metod man använder beror främst på tillgången på data, prognoshorisont och områdets storlek. Den vanligaste metoden för att göra framskrivningar är den så kallade kohort–komponent-metoden. Principen är mycket enkel: 
Befolkningen ett år = Befolkningen året innan – utflyttare + inflyttare – avlidna + födda
Framskrivningen görs sedan för en åldersklass i taget.

## Tillgång till statistiken
Ett flertal organisationer gör befolkningsframskrivningar. Eurostat gör en framskrivning för länder och regioner i Europa och FN gör en framskrivning av alla världens länder. Kommuner, landsting/län, andra organisationer och länder gör sina egna befolkningsframskrivningar. Framskrivningen av Sveriges befolkning görs av Statistiska centralbyrån (SCB) en gång om året. Vart tredje år görs en mer omfattande analys av befolkningsutvecklingen. Vid det tillfället redovisas, utöver ett huvudalternativ, även alternativa framskrivningar. 